# Neil Lennon
Neil Francis Lennon (ur. 25 czerwca 1971 w Lurgan) – północnoirlandzki piłkarz, obecnie trener piłkarski.

## Kariera klubowa
W 1989 roku dołączył do Manchesteru City, nie rozegrał jednak tam zbyt wielu meczów i postanowił zmienić klub na Crewe Alexandra, gdzie grał przez blisko 6 lat. Kolejne cztery spędził już grając w Leicester City i w 2000 roku podpisał kontrakt z Celtikiem.
Kiedy działacze Leicester zwolnili z klubu Craiga Leveina, Lennon był łączony z powrotem do tego klubu na zasadzie grającego trenera, ale pozostał w Celticu, z którym zdobył kolejne mistrzostwo Szkocji.
Latem 2006 roku łączony był z drużyną Crystal Palace, jako by miał zostać tam trenerem, jednak odmówił, podpisując tym samym nowy, roczny kontrakt z The Bhoys. Z kolei końcem sierpnia ówczesnego roku, Roy Keane złożył ofertę dla tego piłkarza by grał w drużynie Sunderlandu, ale tym razem propozycję odrzuciły władze Celticu. Występy w szkockim klubie zakończył 26 maja 2007 roku.
Łączono go także z pracą w Hibernian F.C., gdy rezygnację złożył ówczesny szkoleniowiec tamtej drużyny – John Collins, ale nic z tego nie wyszło i zawodnik postanowił podpisać kontrakt z Nottingham Forest. Następnie trafił do Wycombe Wanderers, po czym zakończył piłkarską karierę i 9 czerwca 2010 roku został trenerem w Celticu.

## Kariera reprezentacyjna
Dla reprezentacji Irlandii Północnej Lennon rozegrał 40 spotkań zdobywając w nich dwie bramki. Grał tam przez 8 lat, zadebiutował w 1994 roku, natomiast w 2002 zdecydował, że zakończy występy na arenie międzynarodowej.